# Helvella compressa
Helvella compressa (William Cowperthwaite Snyder, 1936 ex Nancy Smith Weber, 1975) din încrengătura Ascomycota, în familia Helvellaceae și de genul Helvella este o specie saprofită de ciuperci comestibile, în America de Nord destul de comună, dar în Europa încă rară, fiind o descompunătoare ulterioară. O denumire populară nu este cunoscută. Această iubitoare de căldură trăiește probabil și ea între timp în România, Basarabia și Bucovina de Nord sociabil în grupuri mai mari sau mai mici, pe soluri umede, în păduri mixte pe lângă pini și stejari. Apare de la câmpie la deal din aprilie până în iunie.

## Taxonomie

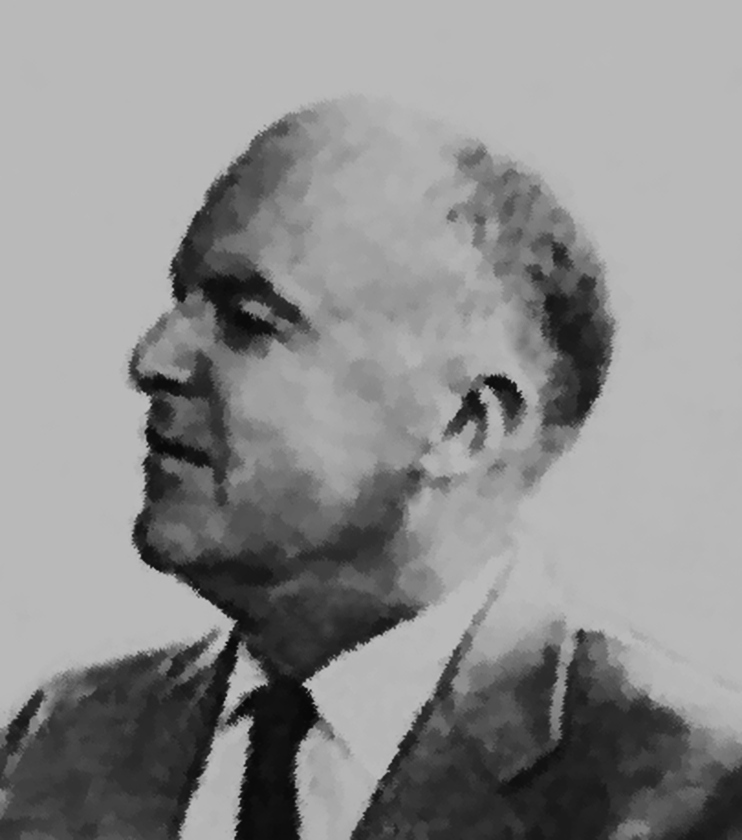
William C. Snyder

Numele binomial a fost determinat drept Paxina compressa de micologul american William Cowperthwaite Snyder (1904-1980), în volumul 28 al jurnalului botanic Mycologia din 1936.
Apoi, în 1975, compatrioata sa Nancy Smith Weber (1943-2020) a transferat specia corect la genul Helvella sub păstrarea epitetului, de verificat în  volumul 51 al jurnalului botanic Nova Hedwigia, fiind numele curent valabil (2024).
Alte încercări de redenumire nu au fost făcute.
Epitetul specific se referă la cuvântul latin (latină compressus=comprimat, strâns, înconjurare  fertilizantă), datorită aspectului corpului fructifer.

## Descriere
- Corpul fructifer: cu o înălțime de 1,5-5 cm și o lățime de 1,5-3 (4) cm, este înșeuată până la dublu sau triplu lobată, lobii fiind ascendenți cu o îndoire în unghi. Himeniul pe partea inferioară este neted, maro mediu până la gri-maro mai deschis sau mai închis, adesea cu tonuri rozalii. Marginea se rulează inițial peste himeniu, cu vârsta se desfășură sau răsturnă parțial, când corpul este bătrân are margini întregi sau rupte. Suprafața sterilă (partea exterioară) neconectată de tulpină este brumată, granulată fin până la lățoasă, pilozitatea rămânând. Coloritul este alb-cenușiu până la galben-cenușiu.
- Piciorul: de 3-8 (10) cm înălțime și în diametru de 0,5-1,7 cm la început umplut vatos, la bătrânețe gol pe dinăuntru, este nebrăzdat, neted (dar ușor păros sub lupă), la fel de gros sau înclinat în sus, rotund până la comprimat, la bază uneori cu cavități și adesea mai umflat. Coloritul este alb până la crem pal, spre bază gălbui spre brun-roz-gălbui.
- Carnea: otrăvitoare când odată ingerată crud, este albicioasă până la gri pal, în pălărie destul de subțire, fragilă, în picior ceva mai robustă, având un miros insignifiant precum un gust blând.[3][4]
- Caracteristici microscopice: are spori alungit rotunziți până larg elipsoidali, netezi, fără ornamentație, hialini (translucizi), cu o singură picătură mare în centru, având o mărime de 19,5 (21)-21 x 12-14 microni. Pulberea lor est albă. Ascele cilindrice neamiloze (nu se decolorează cu reactivi de iod) care poartă 8 spori fiecare măsoară (250) 330-375 x 16-17,5 microni, sunt la bază nebifurcate și terminate doar de un sept. Parafizele (celule sterile între asce) clavate, late de 6-9 µm (spre bază doar 3,5 µm), în jumătatea de jos ramificate și anastomozând, devin hialine, până brun pal în hidroxid de potasiu. Excipul (țesut marginal circular care formează bordul apoteciilor) mediu de 105-140 µm, au o textură din hife împletite (textura intricata) de 3,5-15 µm lățime, amestecate cu celule de până la 30 µm lățime, în special în domeniul subhimenial. Excipul exterior de 100-200 µm are o structură tisulară formată din celule scurte, mai mult sau mai puțin poligonale (textura angularis) care rulează paralel cu suprafața organului, cu celule terminale clavate sau ovoidale într-un singur plan și numeroase mănunchiuri de hife hialine proeminente.[4]
- Reacții chimice: nu sunt cunoscute.[4]

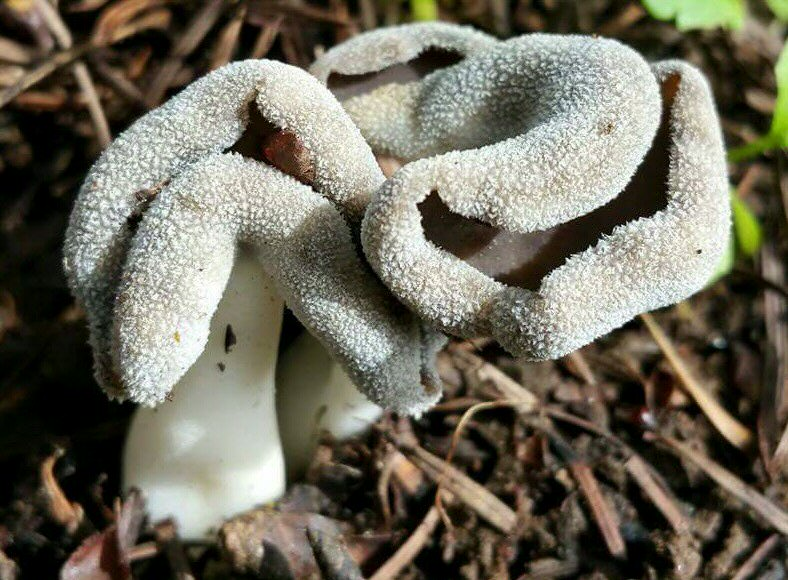
H. compressa, pălăria matură din apropiere
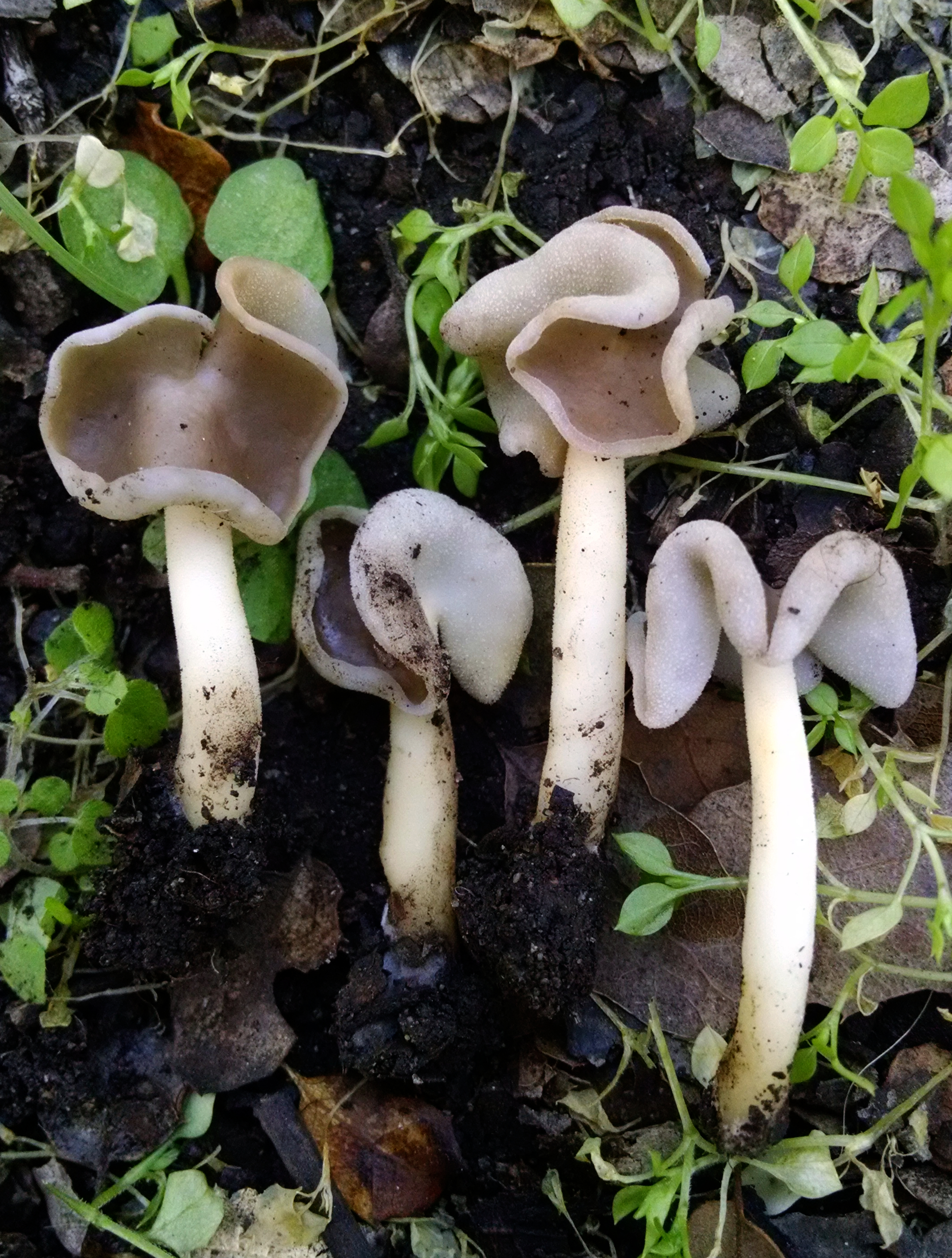
H. compressa, ambele straturi ale pălăriei
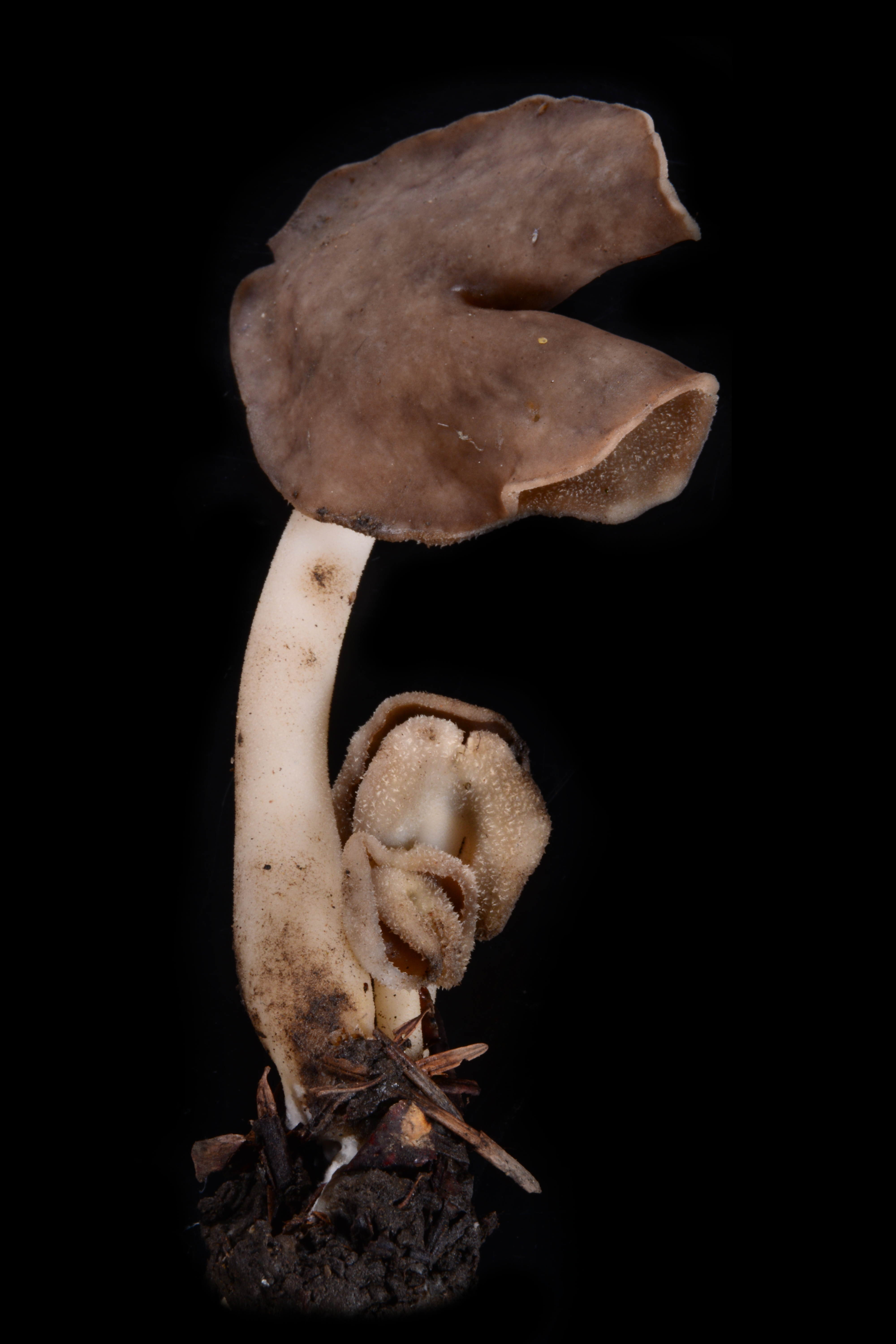
H. compressa, aspect lateral
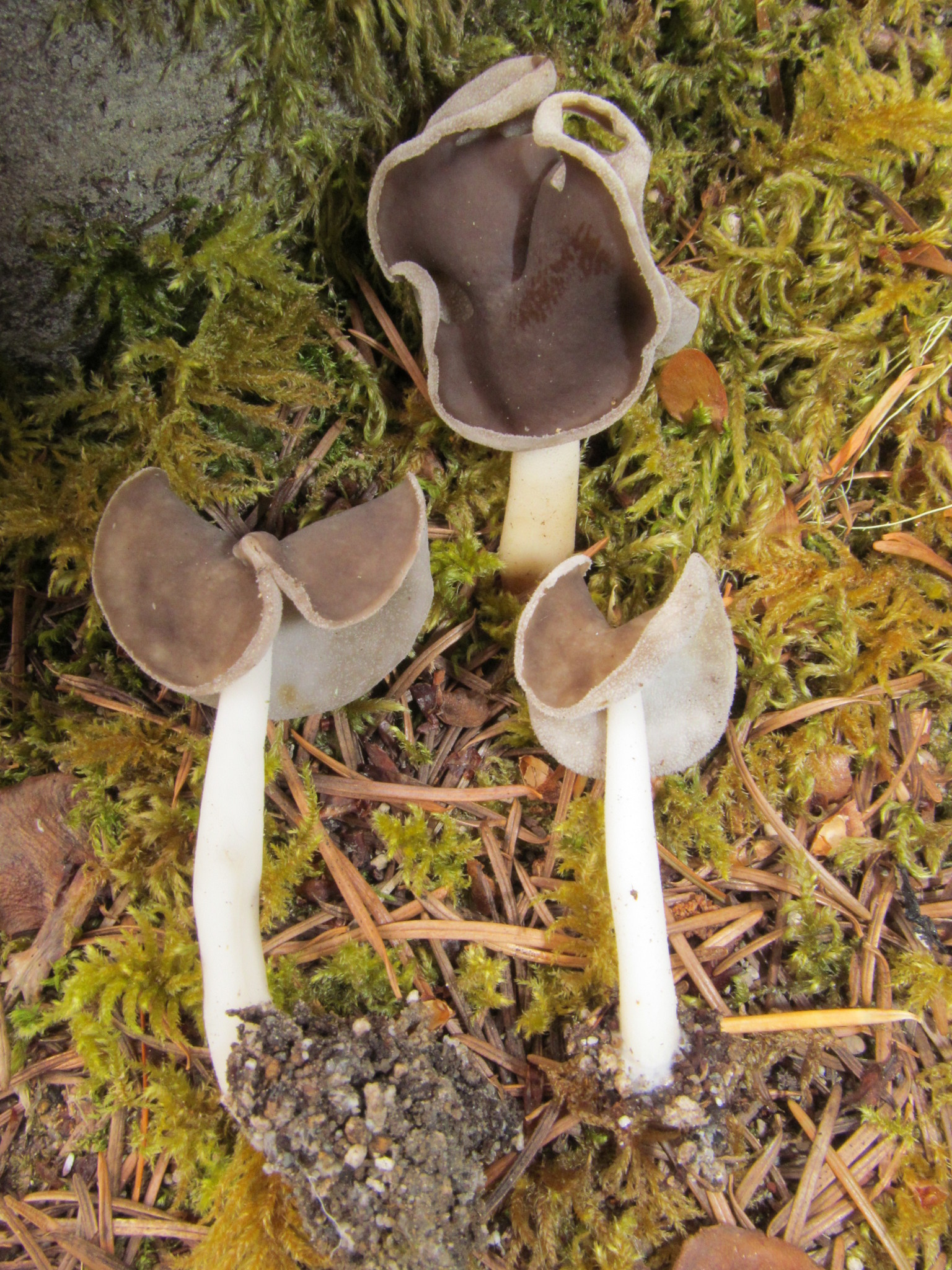
H. compressa mai brune în diverse aspecte
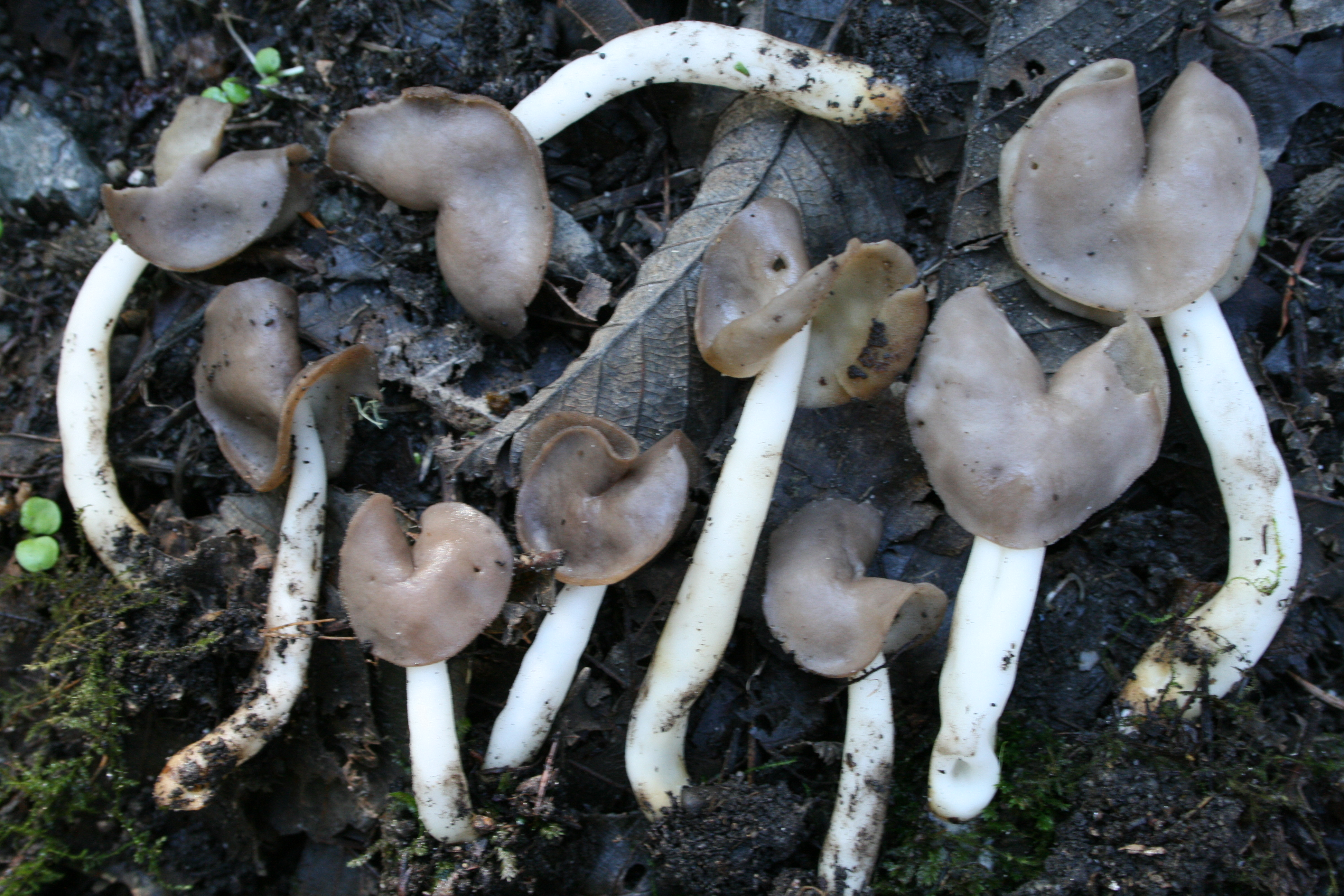
H. compressa în grup, mai gri

## Confuzii
Helvella compressa poate fi confundată cu specii asemănătoare, cu toate de comestibilitate restrânsă, ca de exemplu: , Helvella albella, Helvella capucina, Helvella compressa, Helvella elastica, Helvella ephippium (necomestibilă), Helvella fusca (comestibilă), Helvella latispora, Helvella macropus, Helvella monachella, Helvella queletii, Helvella solitaria, sau Helvella spadicea. Fatală însă ar fi confuzia cu letala Cudonia circinans.

## Specii de ciuperci asemănătoare

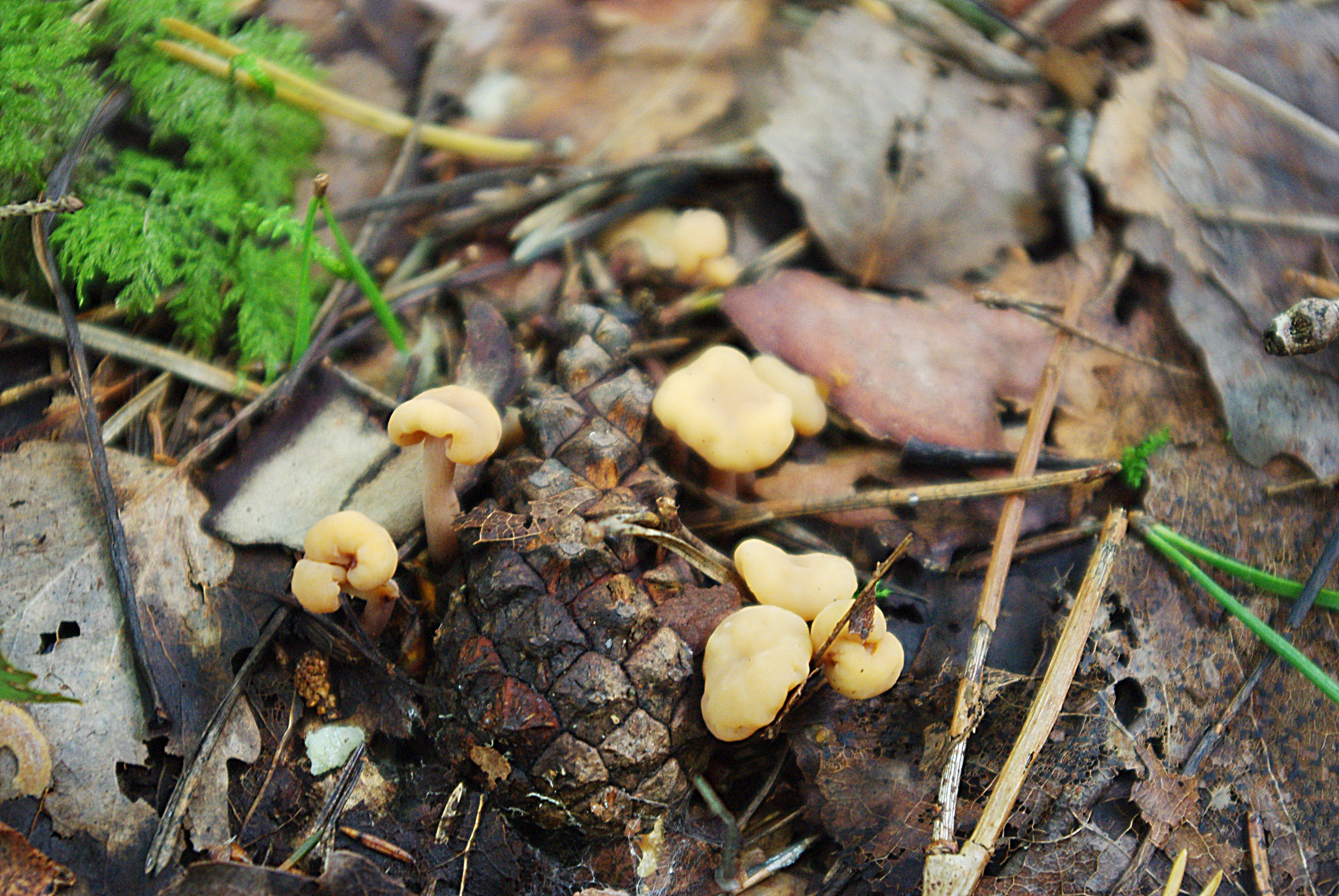
!!!Cudonia circinans!!!
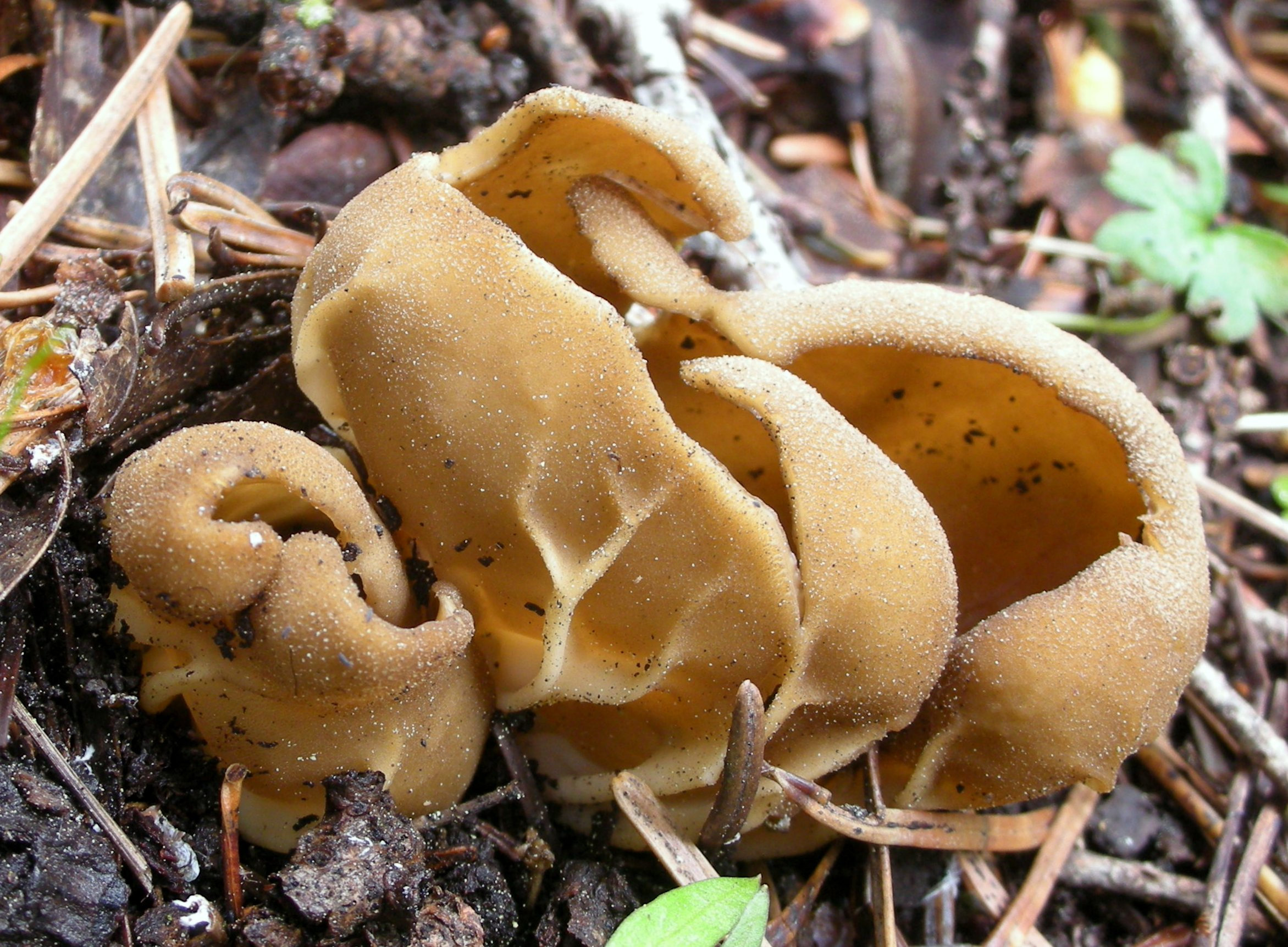
Helvella acetabulum
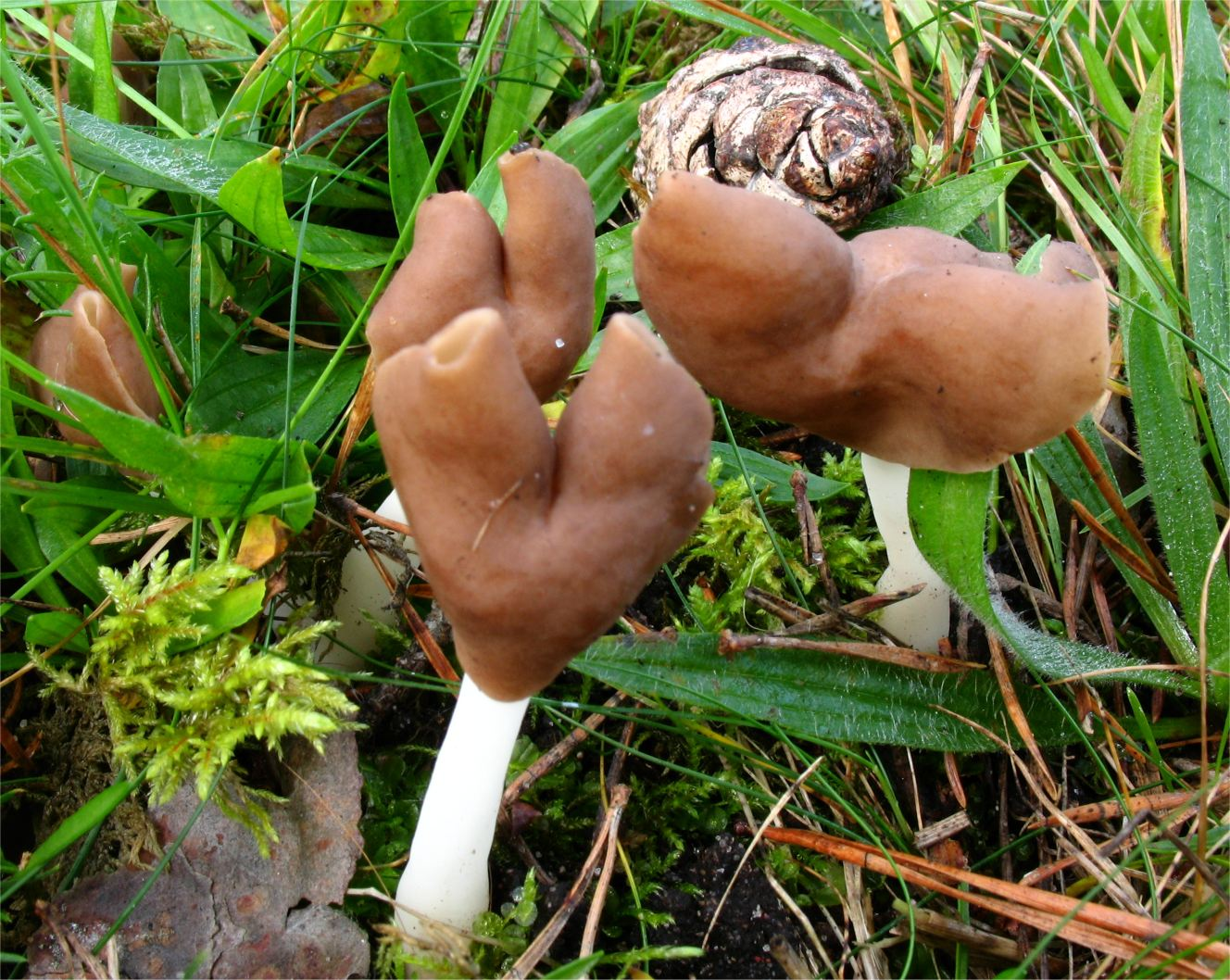
Helvella albella
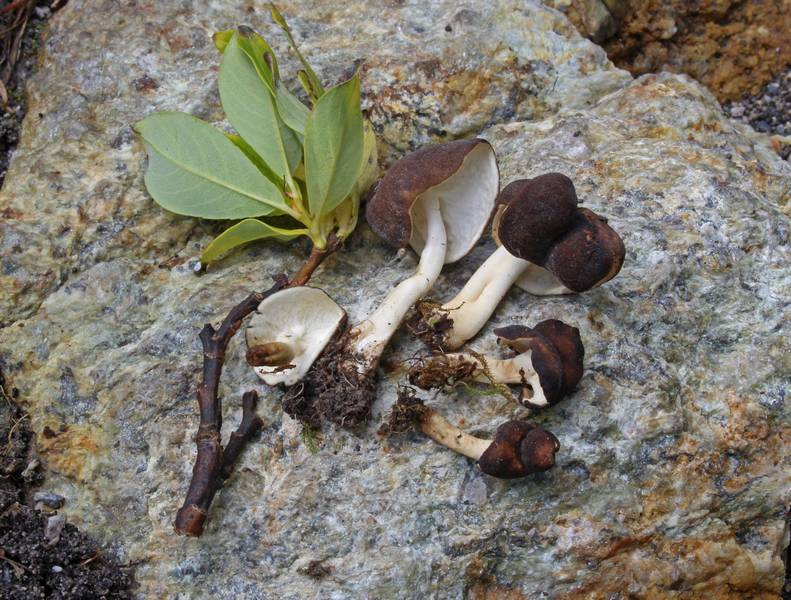
Helvella capucina

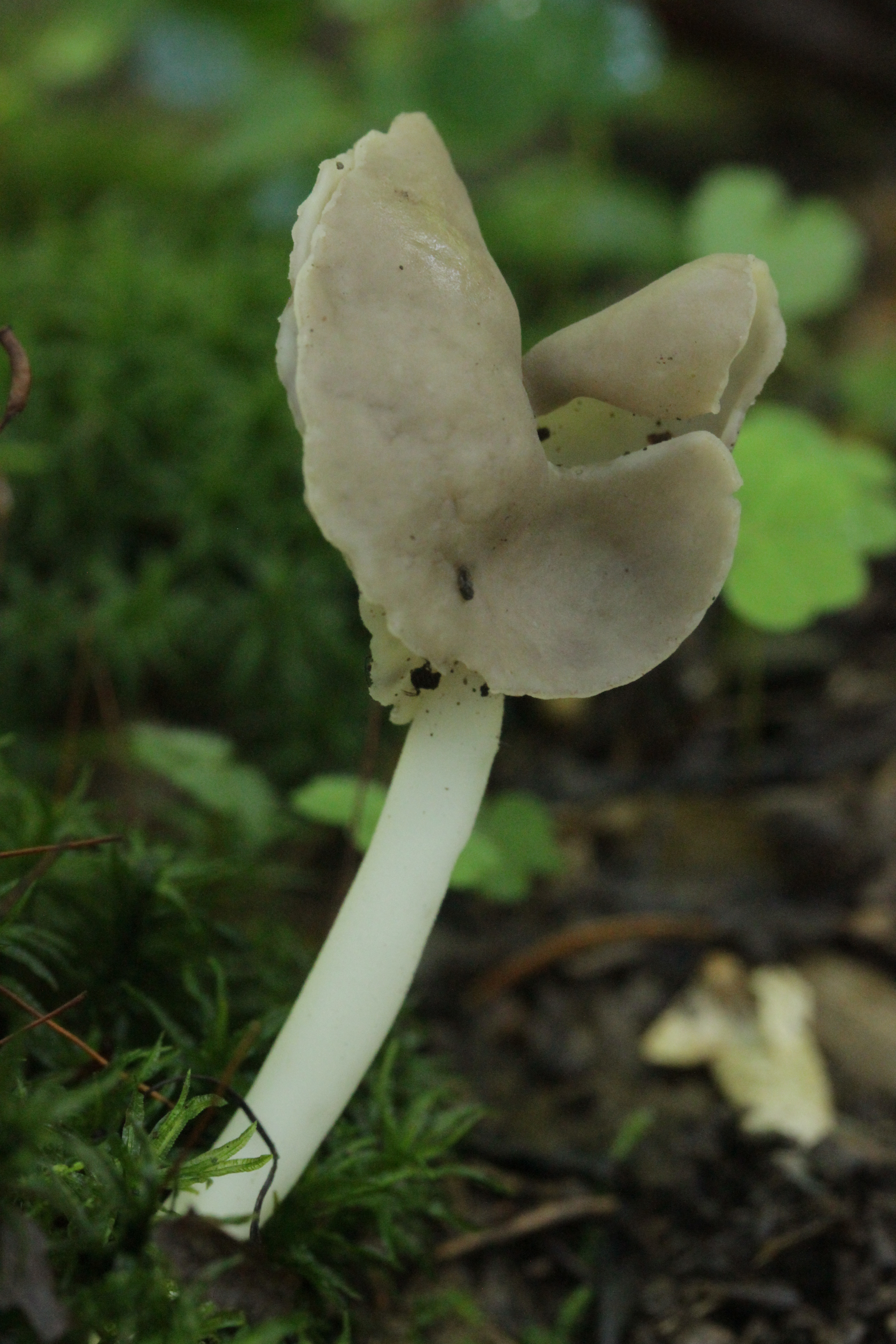
Helvella elastica
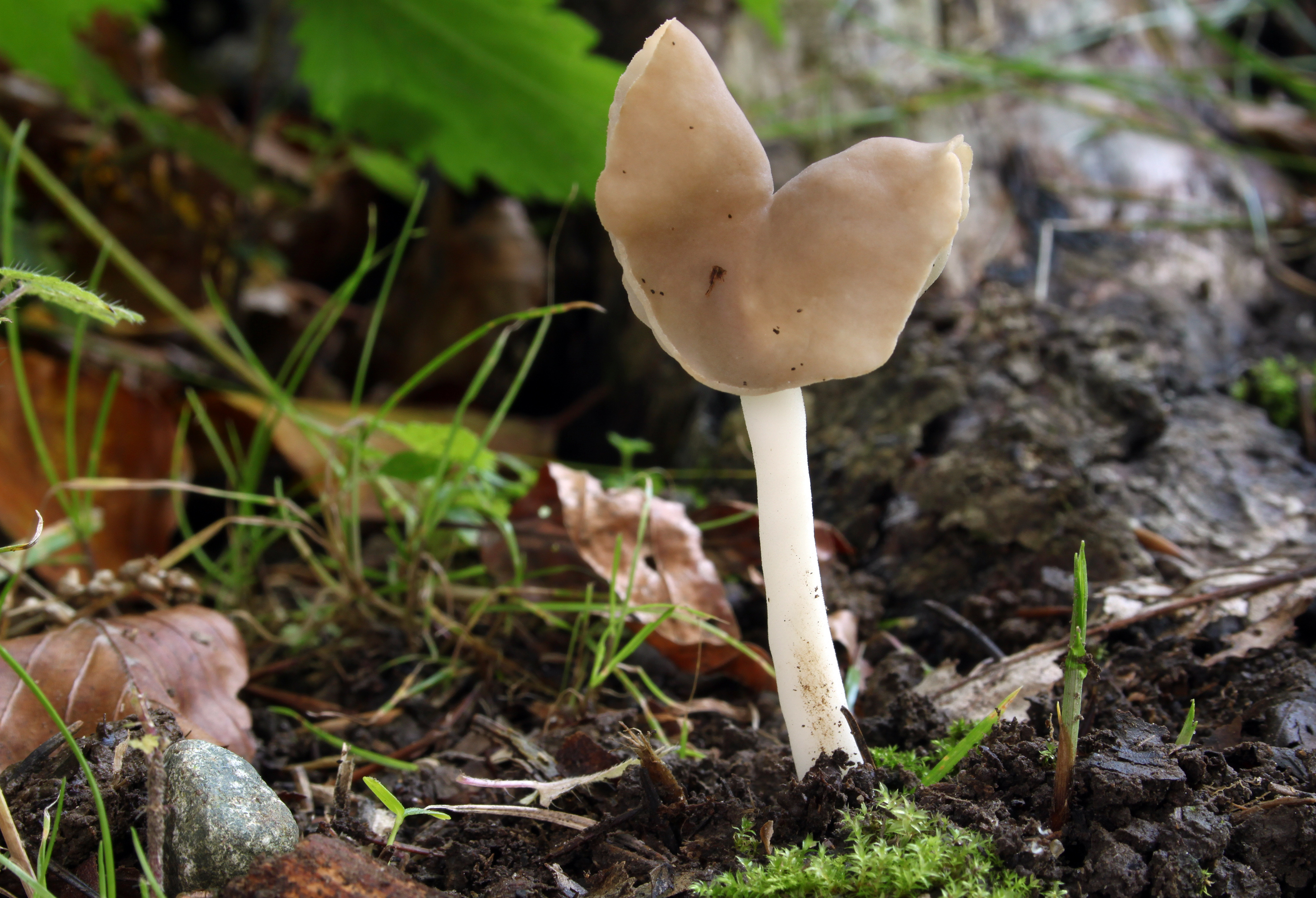
!Helvella ephippium!
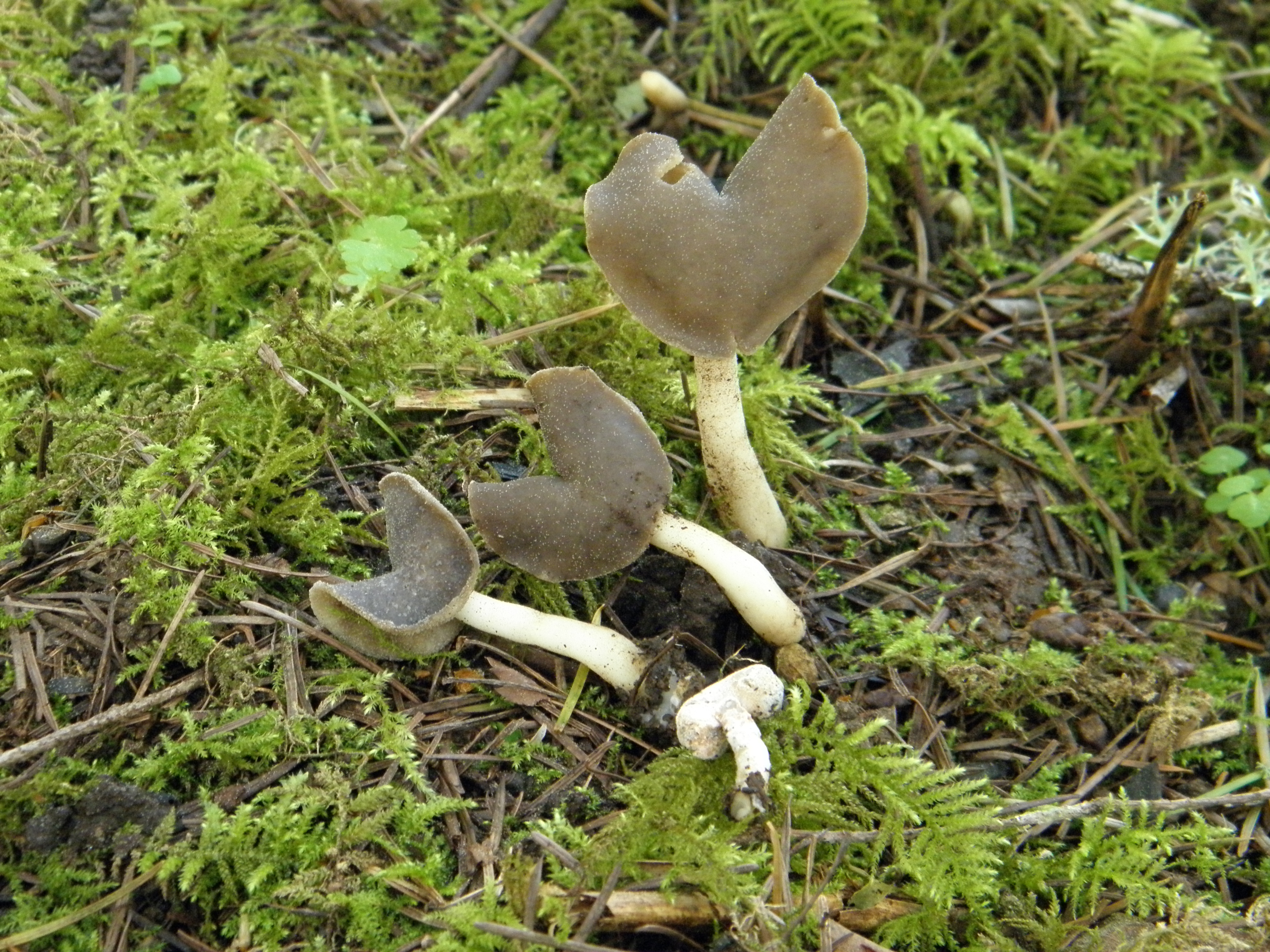
!Helvella latispora!
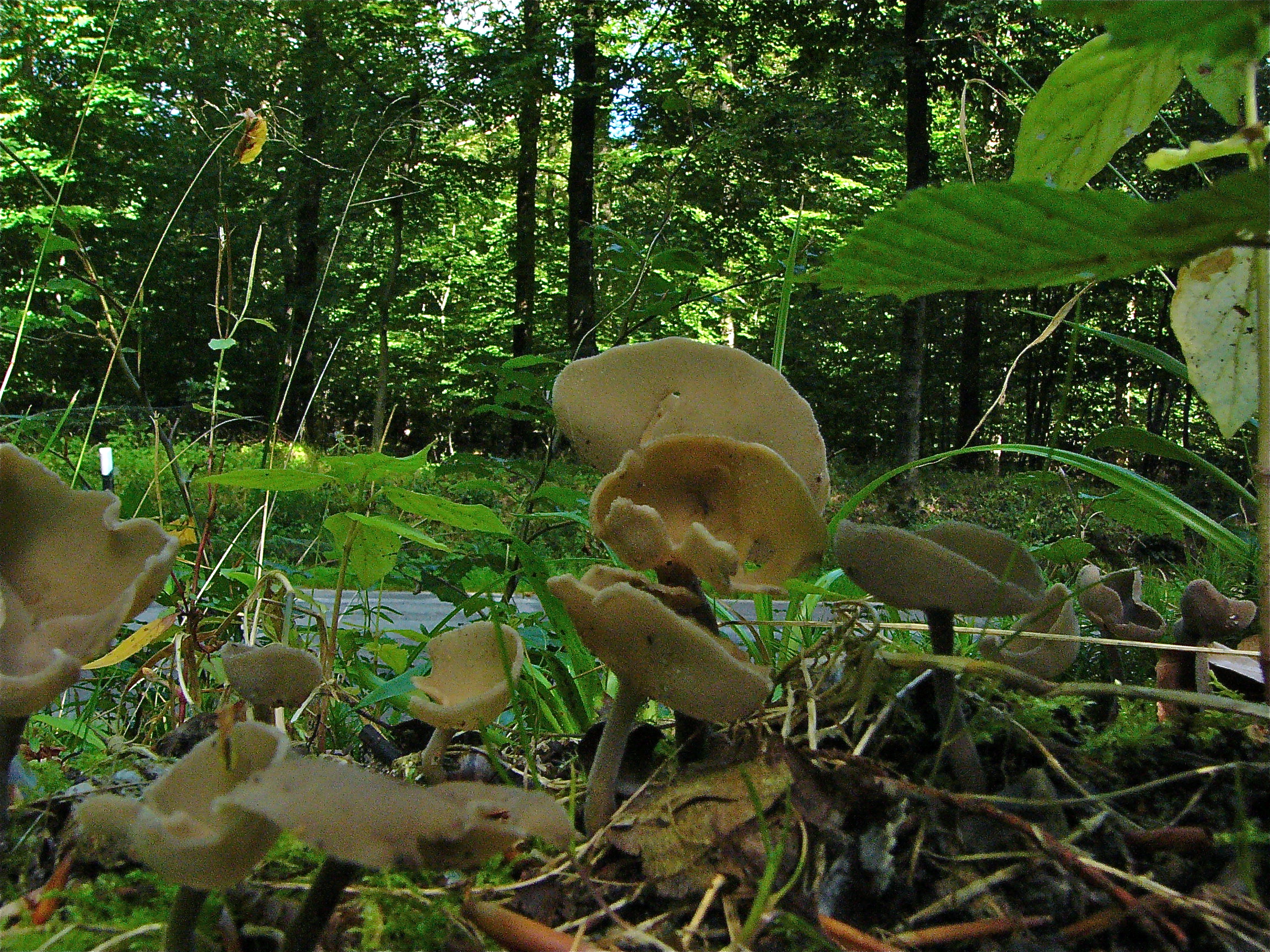
Helvella macropus

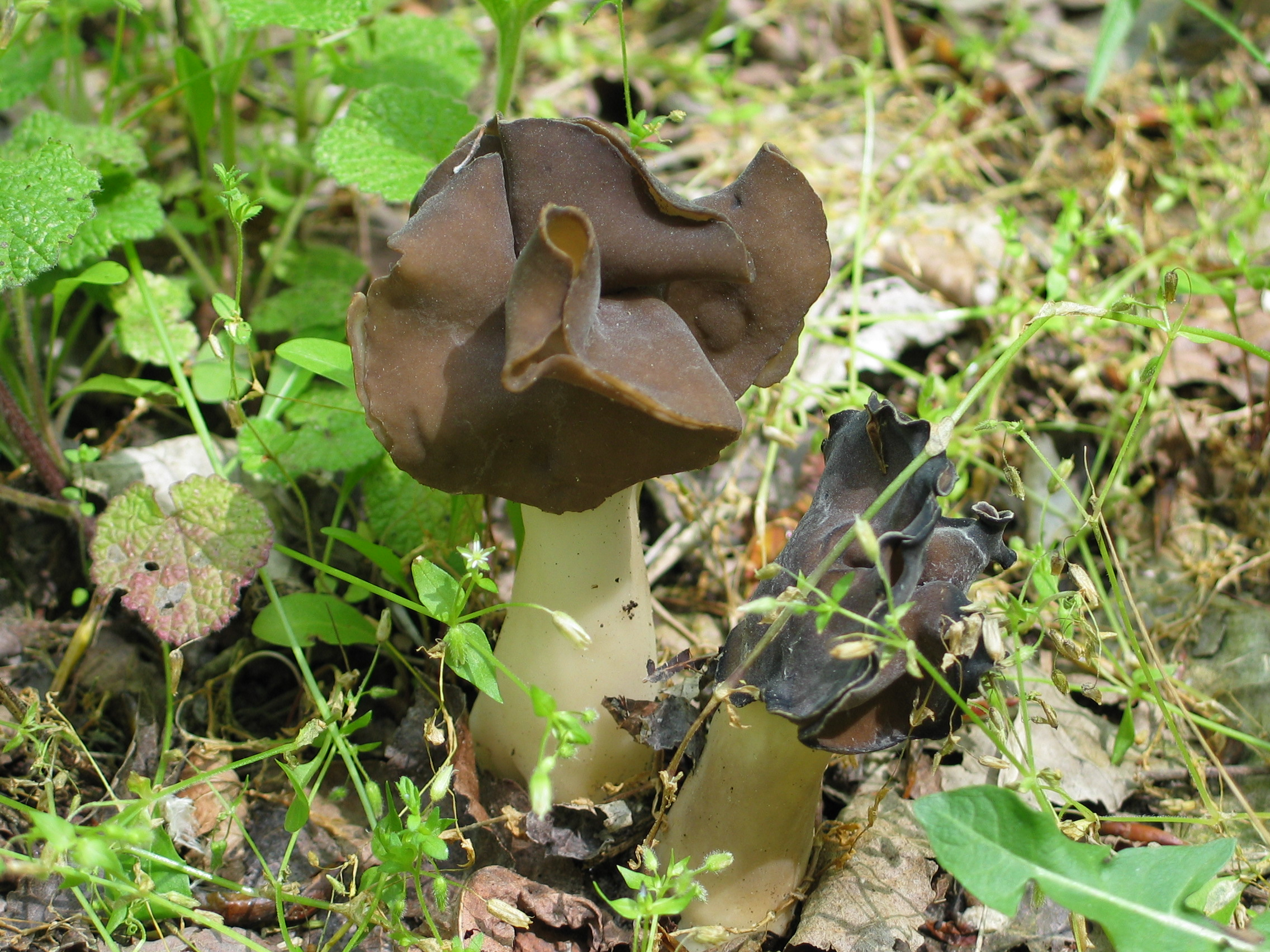
Helvella monachella
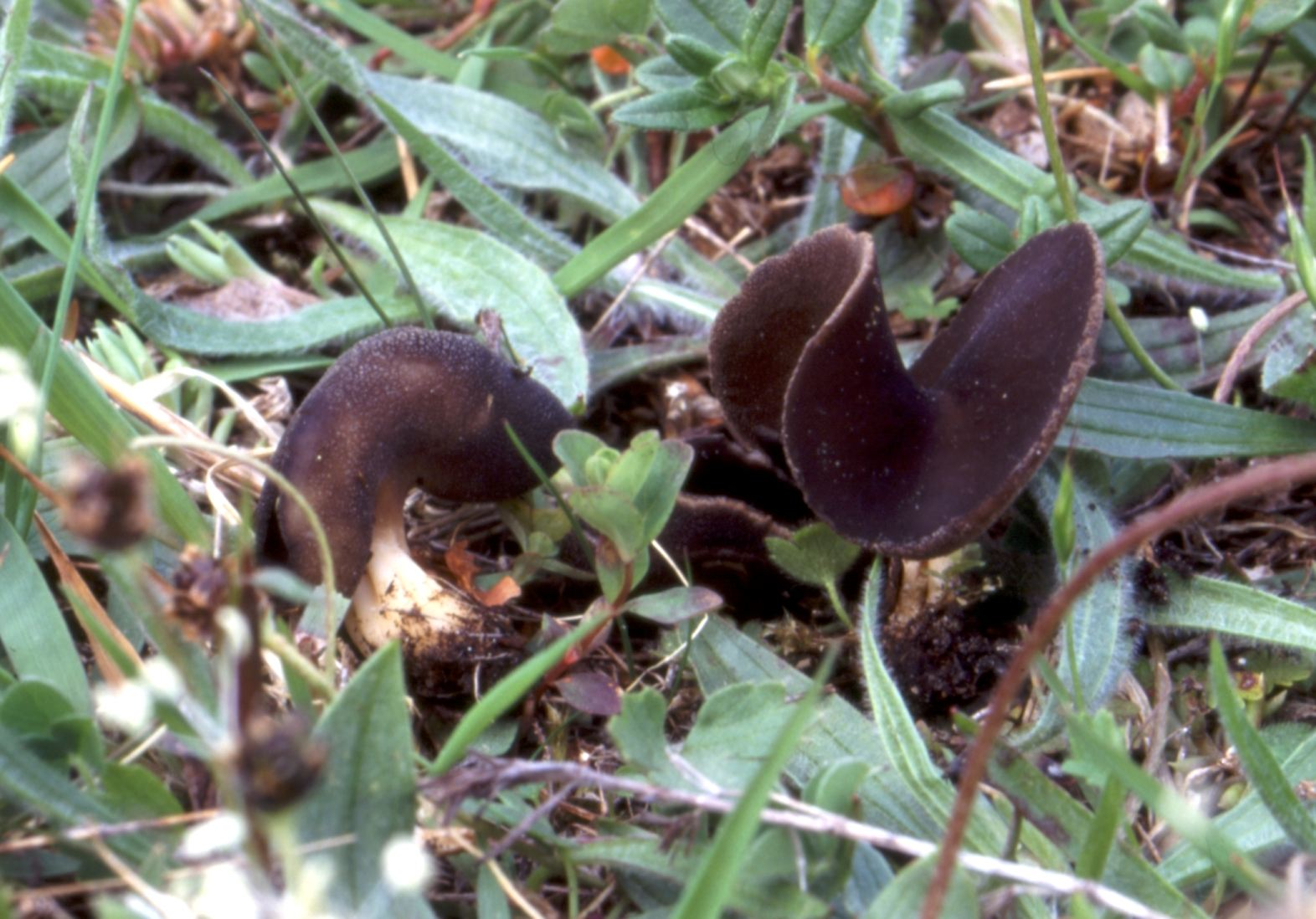
Helvella queletii
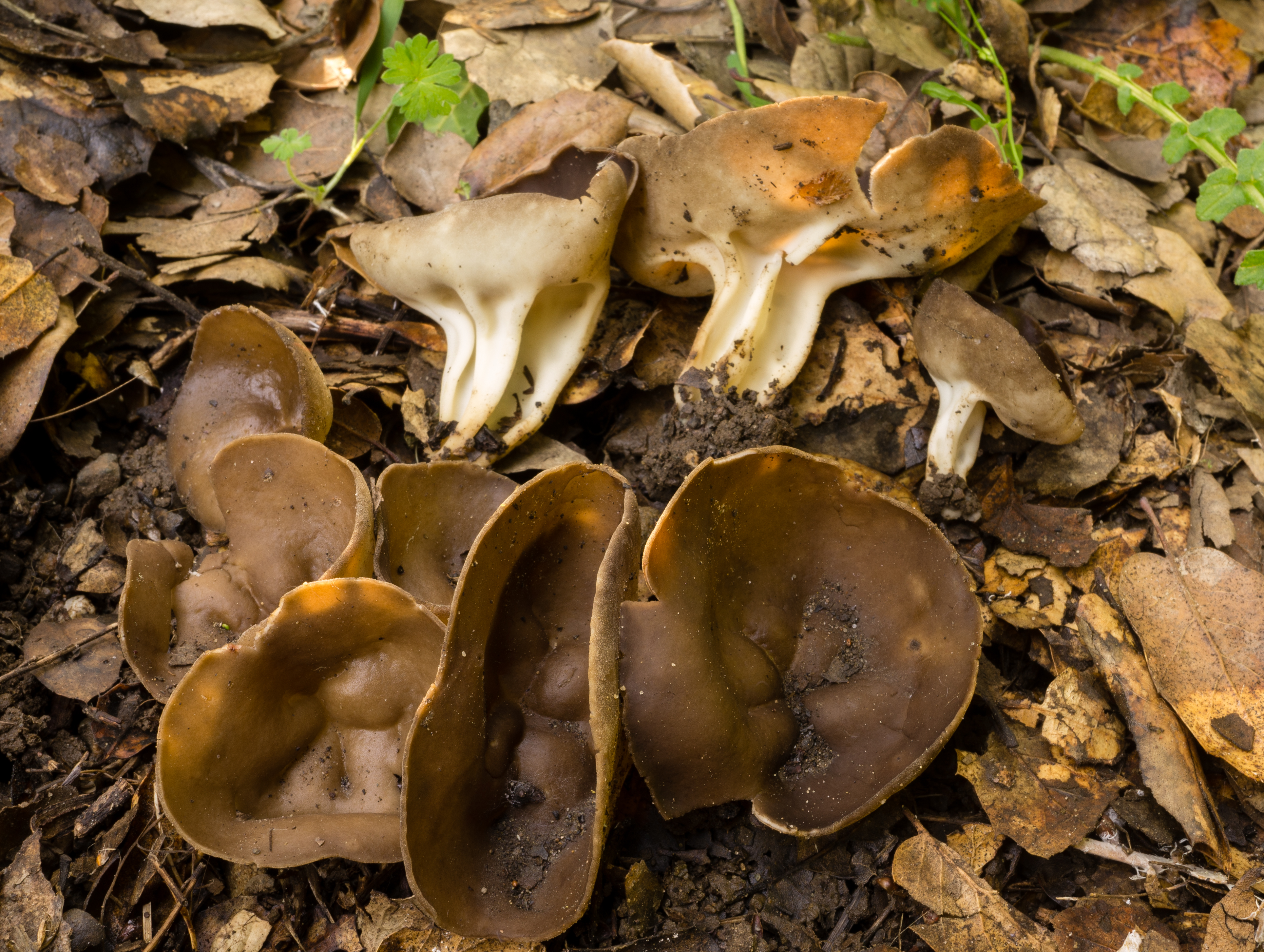
Helvella solitaria
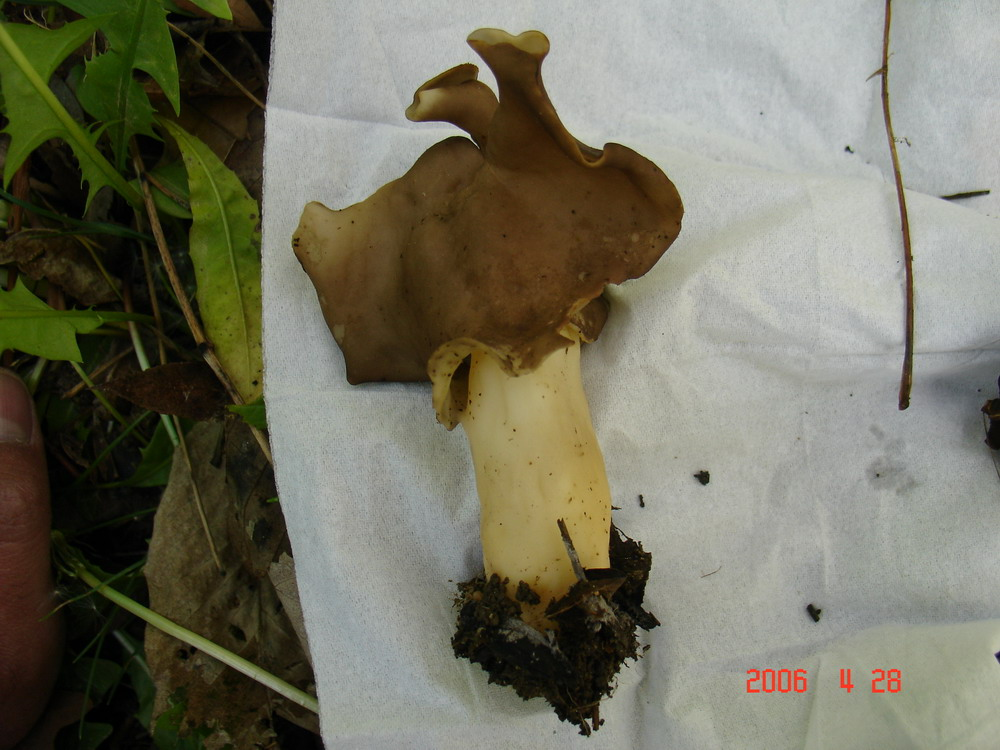
Helvella spadicea

## Valorificare
Helvella compressa este comestibilă, dar de calitate culinară mai inferioară. Conține și ea ceva giromitrină, de aceea trebuie gătită cel puțin 15-20 de minute pentru ca toxina prezentă să se evaporeze. După ce specia este încă rară în Europa, se recomandă cruțarea ei, fiind lăsată la loc.

## Bibiliografie
- Bruno Cetto: „I funghi dal vero”, vol. 1-7, Editura Arte Grafiche Saturnia, Trento 1976-1993 (pentru cercetarea în total)
- Michael A. Castellano: „Handbook to Additional Fungal Species of Special Concern in the Northwest Forest Plan”, Editura U.S. Department of Agriculture, Portland 2003
- Dennis E. Desjardin, Michael G. Wood, Frederick A. Stevens: “California Mushrooms: The Comprehensive Identification Guide”, Editura TIMBER PR INC; Illustrated edition, Portland, Oregon, 2015, ISBN-13: ‎978-160-4-69353-9
- German Josef Krieglsteiner (ed.), Andreas Gminder: „Verbreitungsatlas der Großpilze Deutschlands (West)“, Editura Ulmer, Stuttgart 1991, ISBN 3-8001-3536-1
- F. Landeros: „Revisión del género Helvella (Ascomycota: Fungi) en México”, Editura Facultad de Ciencias Naturales, Universidad Autónoma de Querétaro, Santiago de Querétaro 2013
- Meinhard Michael Moser: „Kleine Kryptogamenflora der Pilze – vol. II a.: „Höhere Phycomyceten und Ascomyceten”, Editura Gustav Fischer, Jena 1963
- Juan Antonio Sánchez Rodríguez: „Setas comestibles y tóxicas. Diferencias y semejanzas”, Editura Ediciones Mundi-Prensa, Madrid 2012, ISBN: 978-84-8476-507-3
- Jack S. States: „Mushrooms and Truffles of the Southwest”, Editura The University of Arizona, Tucson 1990, ISBN:0-8165-1162-4